# Stetten (Schaffhausen)
Stetten es una comuna suiza del cantón de Schaffhausen. Limita al noroeste con la comuna de Büttenhardt, al norte con Lohn, al este con Thayngen, y al sur y oeste con Schaffhausen.